# Pablo Macera
Pablo Andrés Macera Dall'Orso (Huacho, 19 décembre 1929 - Lima, 9 janvier 2020), est un historien péruvien.

## Carrière
Professeur émérite de l'université nationale principale de San Marcos à Lima, Pablo Macera fut aussi président de l’association archéologique Patronato Nacional de Arqueología.
Il est l’auteur, seul ou en collaboration, de nombreuses publications et recherches portant sur l’histoire du Pérou.
Il fut membre du Congrès du Pérou.

## Publications
- Tres etapas en el desarrollo de la conciencia nacional (1956)
- Historia del petróleo peruano (1963)
- Lenguaje y modernismo peruano del siglo XVIII (1963)
- Instrucciones para el manejo de las haciendas jesuitas del Perú: ss. XVII-XVIII (1966)
- Mapas coloniales de haciendas cuzqueñas (1968)
- Bosquejo de la historia económica del Perú (1970)
- Feudalismo colonial americano: el caso de las haciendas peruanas (1971)
- Cayaltí 1875-1920: organización del trabajo en una plantación azucarera del Perú (1973)
- Las plantaciones azucareras en el Perú: 1821-1875 (1974)
- Conversaciones con Basadre (1974)
- Retrato de Túpac Amaru (1975)
- La imagen francesa del Perú, siglos XVI-XIX (1976)
- Agricultura en el Perú, S.XX: documentos. Tres tomos (1977)
- Trabajos de historia. Cuatro tomos (1977-1978)
- Visión histórica del Perú: del paleolítico al proceso de 1968 (1979)
- Pintores populares andinos (1979)
- Arte y lucha social: los murales de Ambaná (Bolivia) (1983)
- Las furias y las penas (1983)
- El Paraguay colonial, siglos XVIII-XIX (1988)
- Mojos y chiquitos (1988)
- Rebelión india (1988)
- Geografía colonial de Arequipa (1989)
- Los precios del Perú colonial, siglos XVI-XIX: fuentes. Tres tomos (1992)
- Santero y caminante: santoruraj-ñampurej (1992, en collaboration avec Jesús Urbano Rojas)
- La pintura mural andina: siglos XVI-XIX (1993)
- Cuentos pintados del ande y la amazonía (1996)
- Centenario de  Don Joaquín López Antay (1997)
- La ciudad y el tiempo: Pisco, Porras et Valdelomar (1999, en collaboration avec Waldemar Espinoza et Ricardo Silva-Santisteban)
- Viajeros franceses: siglos XVI-XIX (1999)
- Nueva Crónica del Perú siglo XX (2000, en collaboration avec Santiago Forns).
- Patrimonio Cultural del Perú. Dos tomos (2000)
- Parlamento y sociedad en el Perú. Bases documentales siglo XIX. Ocho Tomos (1998-2000)
  - Tome I: Geografía política de la costa peruana (costa norte, centro y sur) 1822-1860
  - Tome II: Geografía política de la sierra peruana (sierra norte, centro y sur) 1822-1860
  - Tome III: Geografía política de la Amazonía (colonización y comunicaciones)
  - Tome IV: Geografía política de la Amazonía (demarcación e informes socioeconómicos)
  - Tome V: Geografía política de la costa peruana (costa norte, centro y sur) 1861-1899
  - Tome VI: Geografía política de la sierra norte 1861-1899
  - Tome VII: Geografía política de la sierra centro 1861-1899
  - Tome VIII: Geografía política de la sierra sur 1861-1899
- Los centros de innovación tecnológica: ley y reglamento (2000)
- Emprendedores populares: diálogo Pablo Macera y Javier Tantaleán Arbulú (2001)
- Los dueños del mundo Shipibo (2004)
- El Inca colonial (2006)
- Túpac Amaru, San Isidro, Pentecostés (2007)
- El poder libre asháninca: Juan Santos Atahualpa y su hijo Josecito (2009, en collaboration avec Enrique Casanto)
- Trincheras y fronteras del arte popular peruano (2009)
- La cocina mágica asháninca (2011, en collaboration avec Enrique Casanto)
- Arrogante montonero: Armando Villanueva y Pablo Macera, conversaciones (2011)
- Escuela de obediencia y memoria del Inca, 1743-1818 (2013, en collaboration avec Manuel Burga Díaz)
- Comida ambulante: ofertas gastronómicas de Lima Norte (2014)
- La comida popular ambulante: de antaño y hogaño en Lima (2015, en collaboration avec María Belén Soria)